# Ивановское сельское поселение (Еланский район)
Ива́новское се́льское поселе́ние — муниципальное образование в Еланском районе Волгоградской области. Административный центр — село Ивановка.

## История
Ивановское сельское поселение образовано 24 декабря 2004 года в соответствии с Законом Волгоградской области № 980-ОД.

## Население
| 2010 | 2012 | 2013 | 2014 | 2015 | 2016 | 2017 |
| ---- | ---- | ---- | ---- | ---- | ---- | ---- |
| 244  | ↘232 | ↘230 | ↘224 | ↘208 | ↘180 | ↘174 |
| 2018 | 2019 | 2020 | 2021 |      |      |      |
| ↘169 | ↘152 | ↘129 | ↘125 |      |      |      |

## Состав сельского поселения
| № | Населённый пункт | Тип населённого пункта       | Население |
| - | ---------------- | ---------------------------- | --------- |
| 1 | Ивановка         | село, административный центр | ↘125      |